# Oude Sint-Andreaskerk (Melick)
De oude Sint-Andreaskerk was een kerkgebouw in Melick in de Nederlands Limburgse gemeente Roerdalen. De kerk stond op een kerkberg die thans nog steeds in gebruik is als begraafplaats, aan de zuidwestzijde van het huidige dorp. De kerkberg ligt vanuit het dorp gezien aan de overzijde van de N293 in het verlengde van de Dorpsstraat waar het straatje de heuvel op ook Kerkberg heet. Ten westen van de kerkberg stroomt de Roer. Op de heuvel staat de kerkhofkapel met daar omheen het kerkhof dat omgeven wordt door een lage kerkhofmuur.
De kerkhofkapel is een rijksmonument. De kerk was gewijd aan Sint Andreas. Een gedenksteen in de kerkhofkapel gedenkt de verwoesting van de kerk door oorlogsgeweld.

## Geschiedenis
Aan het eind van de 12e of het begin van de 13e eeuw werd er op deze plaats al een kerkje gebouwd. Dat bleek uit opgravingen in 1949 die de funderingen van dit kerkje blootlegden bestaande uit Maaskeien, kalksteen en grote blokken zandsteen. Ook was er gebruikgemaakt van Romeins materiaal. Dit was een Romaans kerkje dat voorzien was van rondboogvensters en stevige muren.
In 1666 had de heuvel de naam Sint-Andreasberg.
Op 9 april 1867 legde pastoor H. Peys de eerste steen voor een nieuwe kerk op de kerkberg. De kerk was een zogenaamde Waterstaatskerk naar het ontwerp van architect Pierre Cuypers en werd gebouwd door meestermetselaar Martinus Pollard.
Op 14 oktober 1884 wijdde de bisschop van Roermond, Joannes Paredis, de kerk in. Bij de kerk werd in 1898 ook een pastorie gebouwd.
Op 9 februari 1945 werd de kerktoren van de kerk door terugtrekkende Duitse bezetters opgeblazen. Daarbij gebruikte men een veel te zware springlading waardoor de gehele kerk verwoest werd, behalve de middelste straalkapel. Na de Tweede Wereldoorlog werd het restant van de kerk volledig afgebroken en op de plaats van de kerk een kerkhof ingericht, maar men liet de straalkapel staan als kerkhofkapel.
Elders in het dorp werd de grotere Sint-Andreaskerk gebouwd ter vervanging van de verwoeste kerk.

## Kapel
De bakstenen kapel heeft een zeshoekig plattegrond gedekt door ribgewelven op pilasters met daarboven een ingesnoerd tentdak. Voor de kapel zijn er twee heiligenbeelden van St. Apollonia en St. Paulus geplaatst die afkomstig zijn uit de oude kerk.

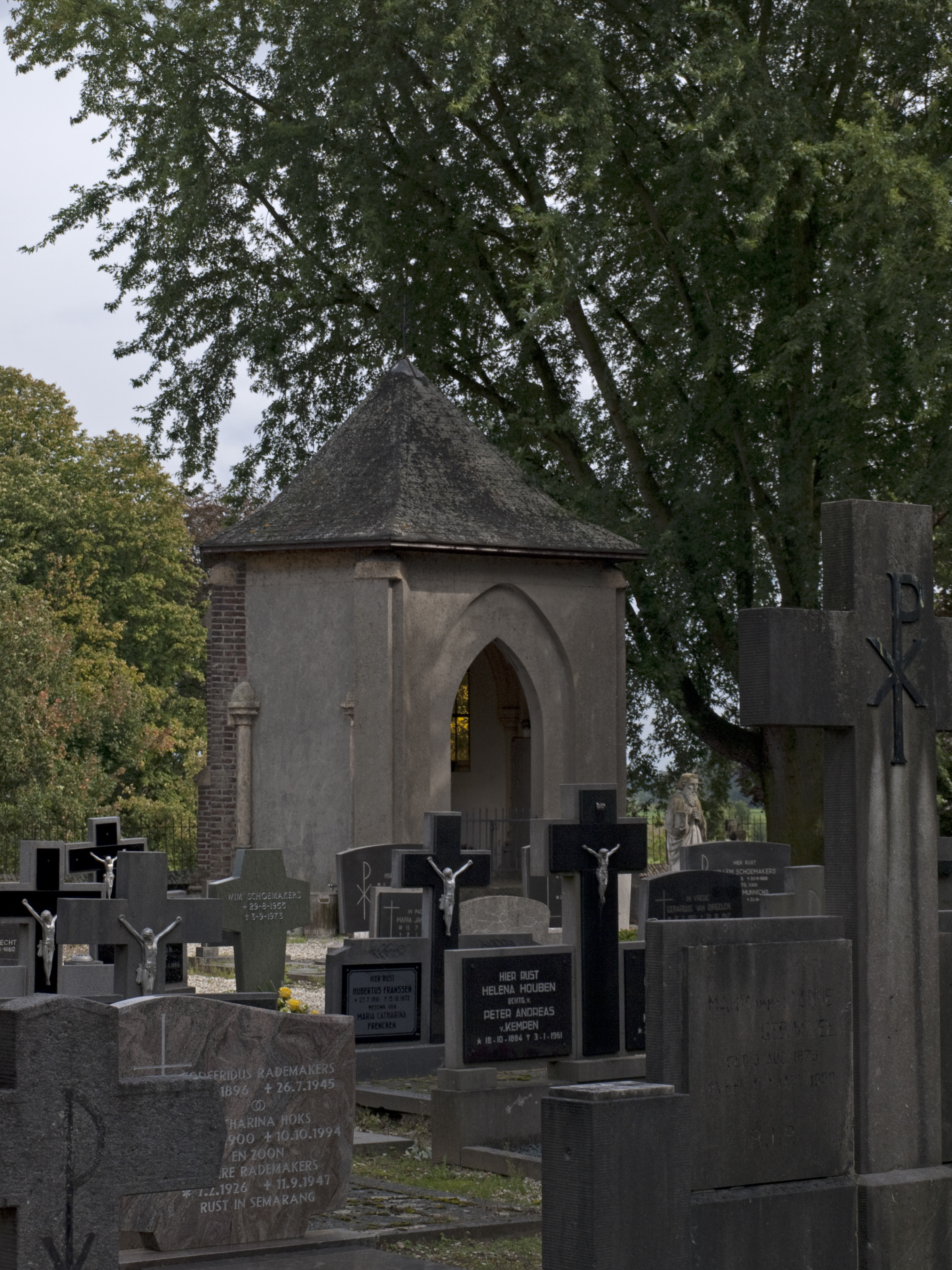
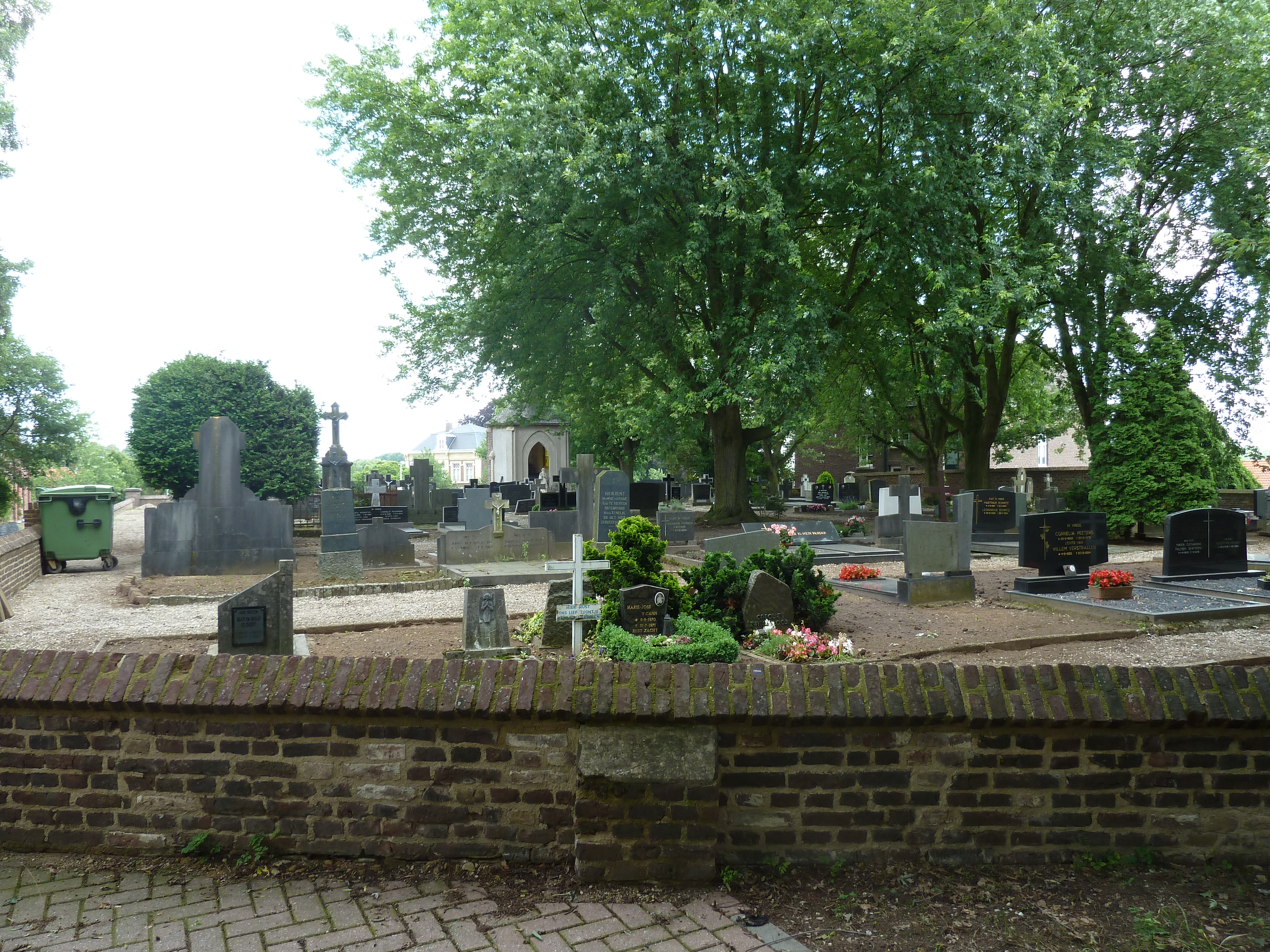
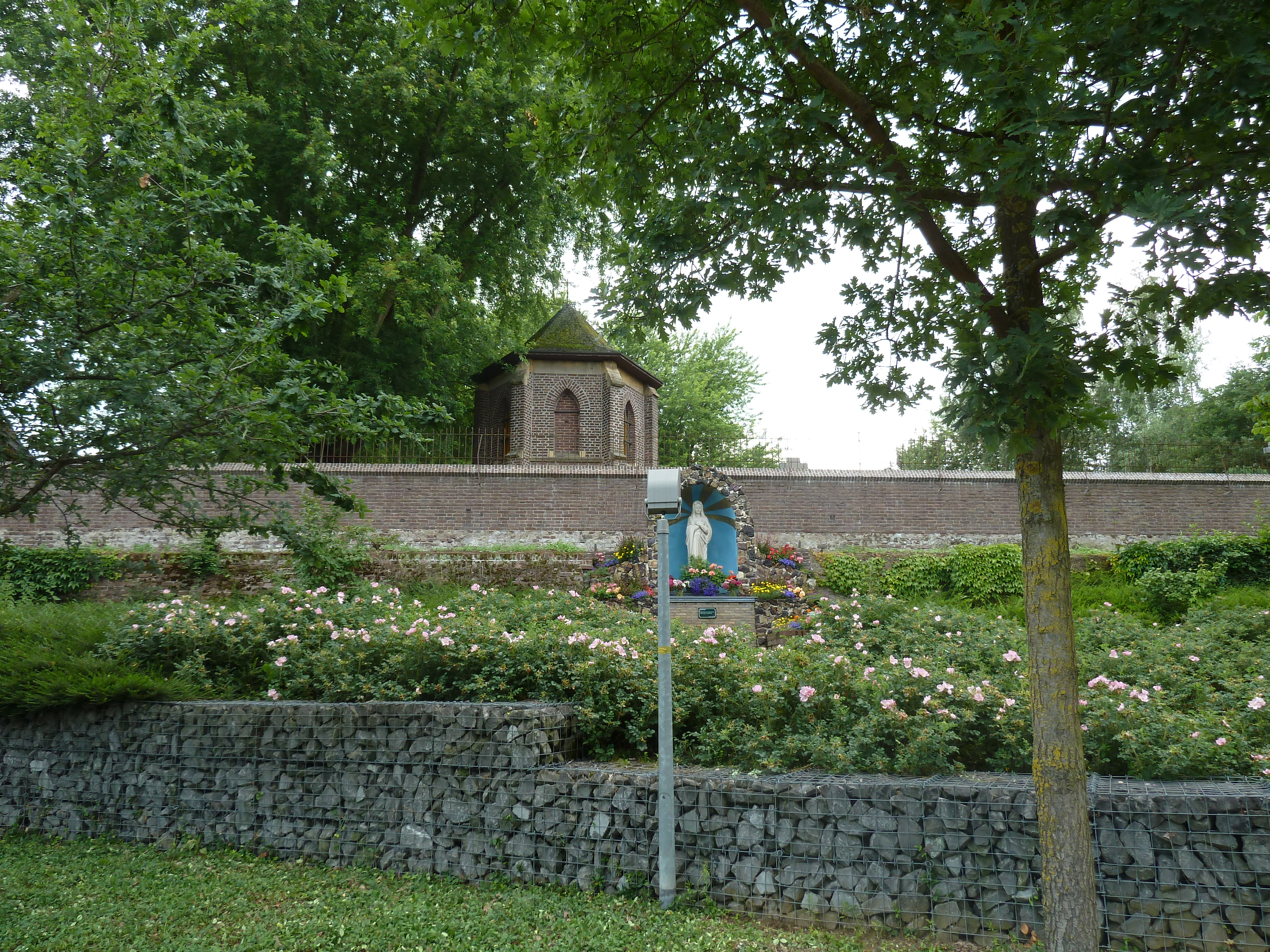
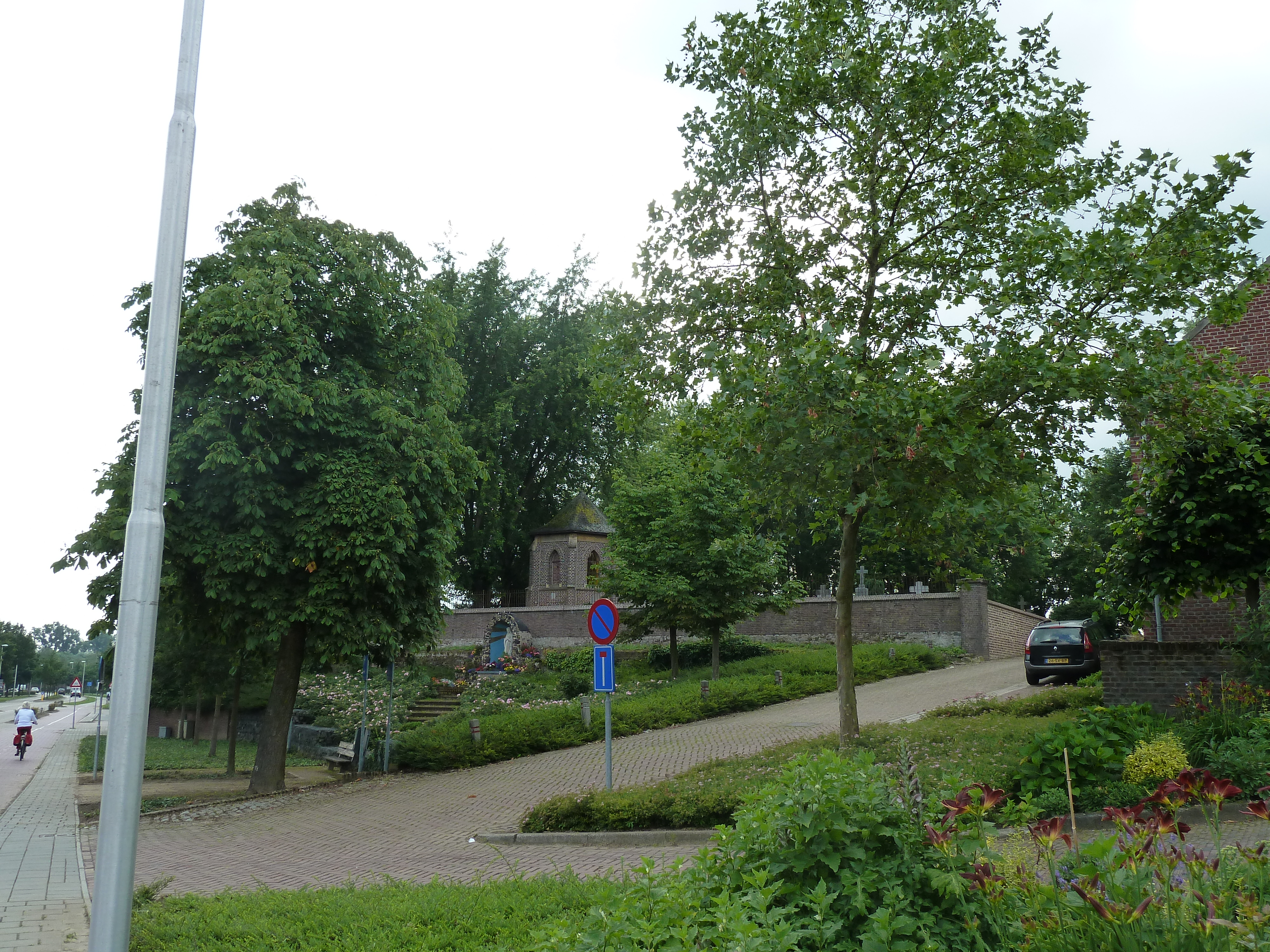